# Yvonne Catterfeld

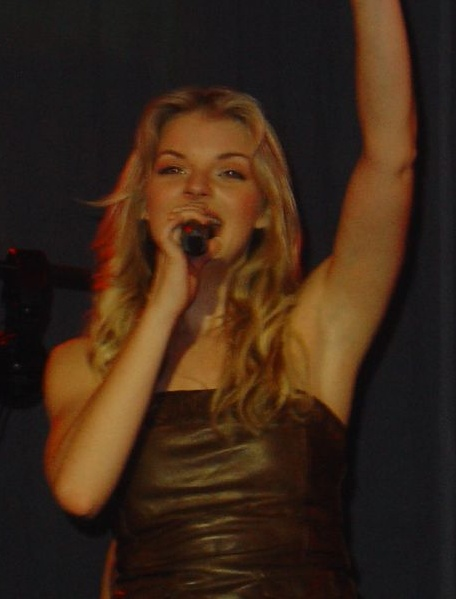
Yvonne Catterfeld

Yvonne Catterfeld (2 decembrie, 1979, Erfurt, Turingia) este o cântăreață, prezentatoare de televiziune și actriță germană.

## Biografie

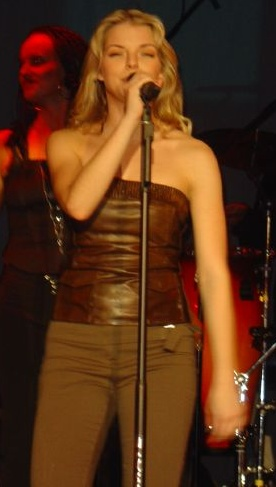
La o performanţă din 2004

Yvonne Catterfeld va juca rolul principal în filmul Eine Frau wie Romy (O femei ca Romy), rolul actriței Romy Schneider cu care se aseamănă.

## Discografie

### Albumuri
| An   | Titlu              | Poziție în chart | Poziție în chart | Poziție în chart | Albumuri vândute |
| An   | Titlu              | GER              | AUT              | ELV              | Albumuri vândute |
| ---- | ------------------ | ---------------- | ---------------- | ---------------- | ---------------- |
| 2003 | Meine Welt         | 1                | 4                | 3                | Platin           |
| 2004 | Farben Meiner Welt | 2                | 9                | 7                | Aur              |
| 2005 | Unterwegs          | 1                | 4                | 18               |                  |
| 2006 | Aura               | 10               | 17               | 26               |                  |

### Singles
| An   | Titlu                                       | Poziție chart | Poziție chart | Poziție chart | Album              |
| An   | Titlu                                       | GER           | AUT           | ELV           | Album              |
| ---- | ------------------------------------------- | ------------- | ------------- | ------------- | ------------------ |
| 2001 | "Bum"                                       | -             | -             | -             |                    |
| 2001 | "Komm Zurück Zu Mir"                        | 76            | -             | -             | Meine Welt         |
| 2002 | "Niemand Sonst"                             | 31            | -             | -             | Meine Welt         |
| 2003 | "Gefühle"                                   | 26            | -             | -             | Meine Welt         |
| 2003 | "Für Dich"                                  | 1             | 1             | 1             | Meine Welt         |
| 2004 | "Du Hast Mein Herz Gebrochen"               | 1             | 4             | 6             | Farben Meiner Welt |
| 2004 | "Du Bleibst Immer Noch Du"                  | 21            | 30            | 53            | Farben Meiner Welt |
| 2004 | "Sag mir - Was Meinst Du?"                  | 14            | 21            | 39            | Farben Meiner Welt |
| 2005 | "Glaub An Mich"                             | 3             | 6             | 15            | Unterwegs          |
| 2005 | "Eine Welt Ohne Dich"                       | 31            | 52            | -             | Unterwegs          |
| 2006 | "Where Does The Love Go" (feat. Eric Benet) | 28            | 63            | 35            | Aura               |
| 2006 | "Erinner' Mich Dich Zu Vergessen"           | 6             | 22            | 23            | Aura               |
| 2007 | "Die Zeit Ist Reif"                         | 55            | -             | -             | Aura               |

## Filmografie

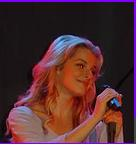

- Gute Zeiten, schlechte Zeiten (2001-2005)
- Hallo Robbie! (2005)
- Tatort – Der Name der Orchidee (2005)
- Sophie – Braut wider Willen (2005-2006)

## Premii

#### 2003
- Bambi - "Shooting-Star"
- Goldene Stimmgabel - "Best Female (Pop)"

#### 2004
- ECHO - "Female Artist National (Rock/Pop)"